# Berlins statsbalett

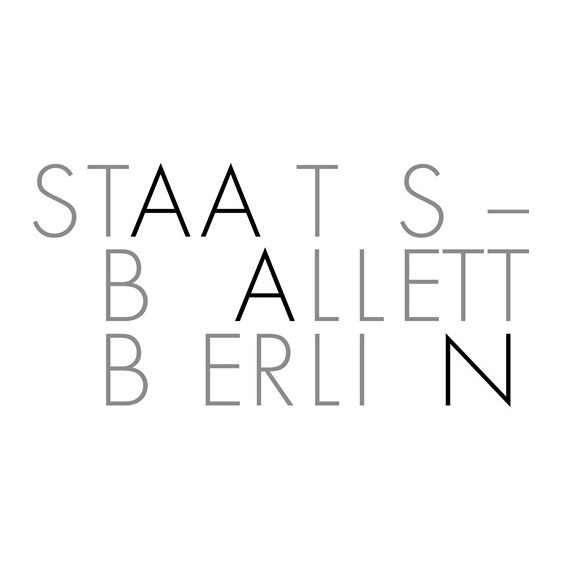

Berlins statsbalett (tyska Staatsballett Berlin) är det främsta balettkompaniet i Berlin. 
Det tillkom 2004 genom en sammanslagning av de tidigare separata balettkompanierna vid de stadens tre operahus vid den tid då staden gick igenom en finansiell kris. Det är ett av de största balettkompanierna i Västeuropa med uppskattningsvis 90 dansare.